# Heather Thatcher
Pour les articles homonymes, voir Thatcher (homonymie).
Heather Thatcher est une actrice britannique, née à Londres (Angleterre) le 3 septembre 1896, morte à Hillingdon (Angleterre) le 15 février 1987.

## Biographie
En Angleterre, Heather Thatcher joue au théâtre à partir des années 1920, dans des pièces et comédies musicales.
Au cinéma, elle débute en 1915, dans son pays natal, et participe à 46 films jusqu'en 1955. En 1932, à la faveur d'un contrat avec la Metro-Goldwyn-Mayer, elle tourne son premier film américain et se partage dès lors entre le cinéma hollywoodien et le cinéma britannique.

## Filmographie partielle
- 1915 : Le Prisonnier de Zenda (The Prisoner of Zenda) de George Loane Tucker
- 1916 : Altar Chains de Bannister Merwin
- 1918 : The Key of the World de J.L.V. Leigh
- 1919 : The First Men in the Moon de Bruce Gordon et J.L.V. Leigh
- 1920 : Horatio's Deception de Cecil Mannering
- 1921 : De Heldendaad van Peter Wells de Maurits Binger et B.E. Doxat-Pratt (production néerlandaise)
- 1929 : The Plaything de Castleton Knight
- 1930 : A Warm Corner de Victor Saville
- 1932 : But the Flesh is weak de Jack Conway
- 1933 : Loyalties de Basil Dean et Thorold Dickinson
- 1934 : The Private Life of Don Juan d'Alexander Korda
- 1937 : Cette nuit est notre nuit (Tovarich) d'Anatole Litvak
- 1937 : La Treizième Chaise (The Thirteenth Chair) de George B. Seitz
- 1938 : La Peur du scandale (Fools for Scandal) de Mervyn LeRoy et Bobby Connolly
- 1938 : Le Roi des gueux (If I were King) de Frank Lloyd
- 1938 : Pensionnat de jeunes filles (Girls' School) de John Brahm
- 1939 : Beau Geste de William A. Wellman
- 1941 : Chasse à l'homme (Man Hunt) de Fritz Lang
- 1942 : Le Chevalier de la vengeance (Son of Fury : The Story of Benjamin Blake) de John Cromwell
- 1942 : Danse autour de la vie (We were dancing) de Robert Z. Leonard
- 1942 : Âmes rebelles (This Above All) d'Anatole Litvak
- 1942 : The Moon and Sixpence d'Albert Lewin
- 1943 : Obsessions (Flesh and Fantasy) de Julien Duvivier
- 1944 : Hantise (Gaslight) de George Cukor
- 1948 : Anna Karénine (Anna Karenina) de Julien Duvivier
- 1952 : La Treizième Heure (The Hour of 13) de Harold French
- 1953 : Le Scandaleux Mister Sterling (Will any Gentleman...?) de Michael Anderson
- 1954 : Duel dans la jungle (Duel in the Jungle) de George Marshall
- 1955 : L'Autre Homme (The Deep Blue Sea) de Anatole Litvak
- 1955 : Joséphine et les hommes (Josephine and Men) de Roy Boulting

## Théâtre (sélection)
(pièces à Londres, sauf mention contraire)
- 1917-1918 : The Boy de Fred Thompson
- 1920-1921 : The Naughty Princess de J. Hastings Turner
- 1934-1935 : Conversation Piece de Noel Coward (également metteur en scène et acteur), avec Pierre Fresnay, Louis Hayward, Yvonne Printemps, George Sanders
- 1947 : Canaries sometimes sing de Frederick Lonsdale (à Blackpool puis à Londres)